# 11月12日 (旧暦)
旧暦11月12日は旧暦11月の12日目である。六曜は仏滅である。

## できごと
- 開化天皇元年（ユリウス暦紀元前157年12月11日） - 第9代・開化天皇が即位[要出典]
- 建興4年（ユリウス暦316年12月12日） - 西晋が滅亡
- 元禄元年（グレゴリオ暦1688年12月4日） - 徳川綱吉が、納戸役・柳沢吉保を側用人に抜擢
- 明治4年（グレゴリオ暦1871年12月23日） - 津田梅子ら5人の日本初の女子留学生が横浜港からアメリカへ出発
- 明治5年（グレゴリオ暦1872年12月12日） - 礼服にそれまでの裃などの和服を廃止し洋服を採用する太政官布告

## 誕生日
- 治承2年（ユリウス暦1178年12月22日） - 安徳天皇[1]、81代天皇（+ 1185年）

## 忌日
- 元治元年（グレゴリオ暦1864年12月10日） - 国司親相、長州藩家老（* 1842年）
- 元治元年（グレゴリオ暦1864年12月10日） - 福原元僴、長州藩家老（* 1815年）